# Conocephalus percaudatus
Conocephalus percaudatus is een rechtvleugelig insect uit de familie sabelsprinkhanen (Tettigoniidae). De wetenschappelijke naam van deze soort is voor het eerst geldig gepubliceerd in 1955 door Bey-Bienko.